# Barbara Adriaens
Barbara Adriaens auch Willem Adriaens (* um 1611 vermutlich in Brouwershaven; † nach dem 31. Mai 1636) war eine niederländische Soldatin, die sich als Mann ausgegeben hat.  Es ist nicht bekannt, ob sie ein Transvestit oder eine transsexuelle Person war.

## Leben

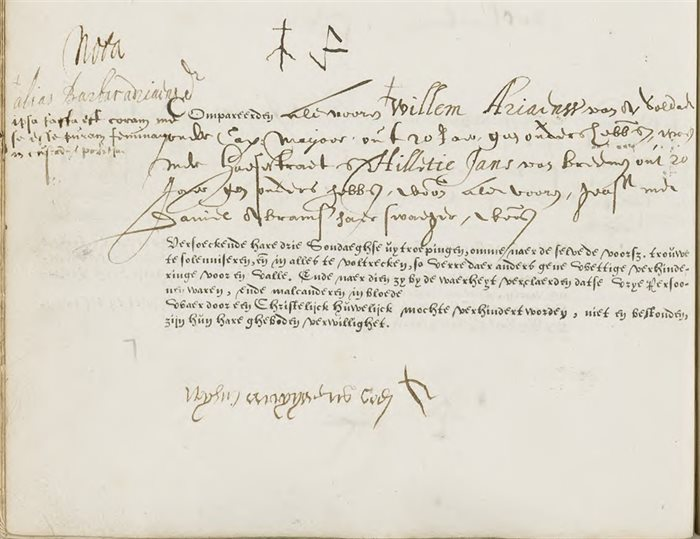
Heiratsurkunde von Willem Adriaens und Hilletje Jans

Barbara Adriaens gab sich in Männerkleidung als Soldat aus. Sie heiratete als Willem Adriaens am 12. September 1632 in Amsterdam Hilleet Jans und um 1635 in Bolsward Alke Peter. Sie wurde nach der Heirat mit Hilleet Jans am 19. Oktober 1632 in Amsterdam verhört, weil sich herausstellte, dass sie als Frau eine Frau geheiratet hatte. Barbara Adriaens erklärte in diesem Verhör, in ihrem Leben viel gewandert zu sein. In Delft hatte sie bei dem Solliciteur Willem Jans Pesser gelebt. Als sein Sohn Isaac heiratete, begleitete sie das junge Paar als Dienstmädchen nach Aardenburg, wo sich Isaacs Garnison befand. Nach dem Tod von Isaacs Frau reiste sie nach Rotterdam, danach nach Utrecht. Sie war zudem im Alter von 13 Jahren zwei Jahre lang auf Geheiß ihrer Familie wegen Trunkenheit im Delfter Spinnhaus eingesperrt. Weiter gestand sie, dass sie seit etwa vier Jahren, ab 1628 in Utrecht begonnen hatte Männerkleidung zu tragen. Sie habe sich auch dort die Zöpfe abgeschnitten. Sie habe einen Soldaten gefragt, ob er einen Dienst für sie wisse. Er habe sie nach Heusden gebracht, dort hatte sie elf Monate lang dem Grafen Willem gedient. Danach war sie anderthalb Jahre lang in der Firma von De Graeff und dann in der von Hasselaer tätig. Sie nannte sich seit dem Willem Adriaens. In Amsterdam wurde sie von ihrem Wirt mit dessen 21-jährigen Schwester Hilleet Jans, einer Gemüseverkäuferin bekannt gemacht. Hilleet hatte ihr etwas Geld, Strümpfe und andere Dingege gegeben, Willem Adriaens hatte ihr im Gegenzug Treue versprochen. Danach legten sie das Eheversprechen ab, ohne dass Hilleet etwas über ihren Ehemann wusste. Sie heirateten am 12. September 1632. Damit sie den Beischlaf nicht vollziehen musste, erklärte sie, an Syphilis erkrankt zu sein. Sie bestritt zudem, jemals Interesse an Männern gehabt zu haben.
Auch Hilleet Jans wurde verhört. Sie gab an, nie gewusst zu haben, dass Barbara eine Frau sei. Vor der Heirat hatte Barbara sie nie „unehrlich“ berührt oder geküsst, weil sie sich nur geküsst hatten, wie es Verehrer und Jungfern tun. Nach der Heirat hatte sie manchmal im Bett gezweifelt, aber sie wusste nicht, „ob sie zu hoch oder zu tief gegriffen hatte“. Sie hat sich zunächst damit abgefunden, dass ihr „Ehemann“ zu krank für den Geschlechtsverkehr war, denn „sie wollte noch ein, zwei Jahre warten“. Sie sei von der Frau eines Schmiedes gewarnt worden. Diese kannte Willem noch aus der Zeit, als er als Frau gelebt hatte. Zunächst wollte Hilleet aus Scham Stillschweigen bewahren, doch als sie ihren Mann betrunken in einem Gasthaus vorfand änderte sie ihre Meinung. Es kam zu einem Streit, woraufhin Willem sie schlug und Hilleet lautstark verkündete, dass er überhaupt kein Mann, sondern eine Frau sei. Adriaens wurde für 24 Jahre verbannt. Das Urteil fiel milder aus als ursprünglich gefordert, da die Herzogin von Bouillon, die zu diesem Zeitpunkt die Stadt besuchte, für sie um Gnade gebeten hatte.
Am 31. Mai 1636, vier Jahre später, tauchte Barbara Adriaens in Groningen auf. Sie wurde dort inhaftiert, weil sie ein Jahr zuvor in Männerkleidung in Bolsward verhaftet worden war, nachdem sie „Liebe gemacht“ und eine Frau aus Workum, Alke Peter, geheiratet hatte. Diesmal wurde sie für immer aus der Stadt und dem Ommelanden Groningen verbannt. Es ist nicht bekannt, was danach aus Barbara Adriaens wurde.